# Radownia
Radownia (biał. Радаўня, Radaunia; ros. Радовня, Radownia) – wieś na Białorusi, w obwodzie brzeskim, w rejonie janowskim, w sielsowiecie Rudzk, w pobliżu Janowa.

## Historia
W dwudziestoleciu międzywojennym leżała w Polsce, w województwie poleskim, w powiecie drohickim, w gminie Janów. W 1921 wieś liczyła 167 mieszkańców, zamieszkałych w 24 budynkach, w tym 166 Białorusinów i 1 osobę innej narodowości. Wszyscy oni byli wyznania prawosławnego.
Po II wojnie światowej w granicach Związku Sowieckiego. Od 1991 w niepodległej Białorusi.